# Longeau (Belgique)
Pour les articles homonymes, voir Longeau.
Longeau (Laser en luxembourgeois, Langwasser en allemand) est un village de la commune belge de Messancy située en Région wallonne dans la province de Luxembourg.

## Géographie

### Situation
Le village est situé à l'extrémité sud de la commune de Messancy, à la frontière avec celle d'Aubange. Il forme d'ailleurs un continuum bâti avec Athus et Guerlange.

### Cours d'eau
La Messancy (un affluent de la Chiers), borde l'ouest du village.

### Démographie
Longeau compte, au 1er janvier 2020, 701 habitants (345 hommes et 356 femmes).

## Économie
Longeau fut, et est toujours à l'heure actuelle bien que dans une moindre mesure, un village principalement axé sur l'agriculture. Dans la seconde moitié du XXe siècle,vu sa proximité avec le Grand-duché de Luxembourg, Longeau a vu sa population augmenter assez fortement en raison de l'arrivée de travailleurs frontaliers, logeant au village et travaillant dans le pays voisin (comme c'est le cas dans bon nombre de localités de la région).

## Curiosités

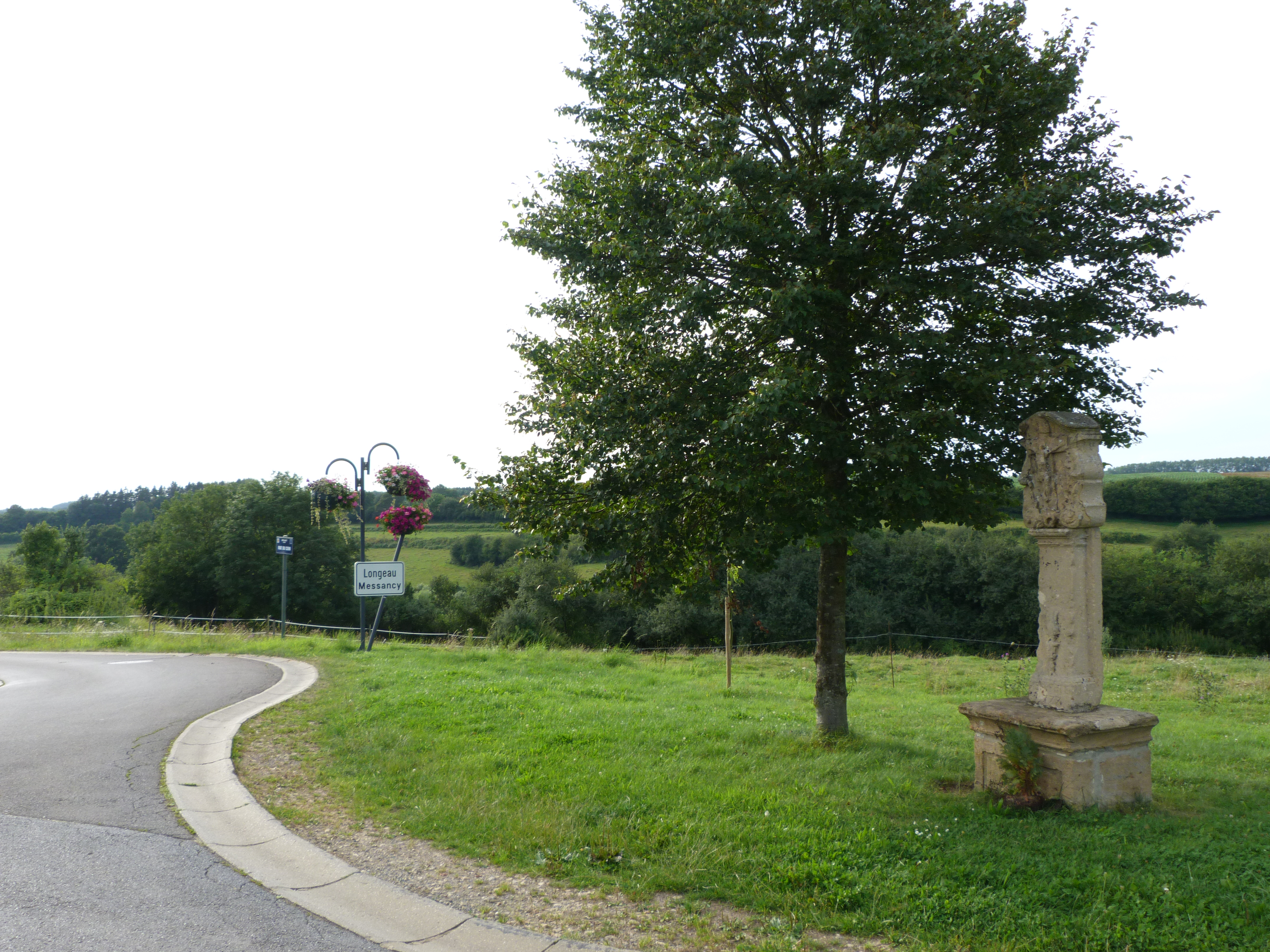
Le calvaire, en haut du village, sur la route de Guerlange.

- L'ancien lavoir du village est en fait une source d'eau provenant des Vosges qui jaillit à l'intérieur de celui-ci.
- Plusieurs calvaires ornent le village.

## Enseignement
Il existe une école maternelle communale au centre du village.

## Transports
Longeau est longé et traversé par la ligne ferroviaire 167 qui relie Athus à Arlon. Cependant, le village ne dispose pas de gare. Il est bordé, à l'ouest, par l'autoroute belge A28 qui devint la nationale 81 un peu plus loin.

## Personnalités
- Brian Molko, chanteur et cofondateur du groupe de musique Placebo passa une bonne partie de son enfance au village.